# Marius Hobolth
Marius Hobolth (født 1. april 2006 på Frederiksberg) er en cykelrytter fra Danmark, der kører for Team Give Steel-2M Cycling Elite.

## Karriere
Hobolth begyndte at cykle hos Cykleklubben FIX Rødovre. Som ungdomsrytter vandt og flere sejre, og da han som 1. års juniorrytter i 2023 skiftede til Tscherning Cycling Academy, fortsatte de gode resultater. Han vandt to guldmedaljer ved U17-DM i banecykling, og 13 gange endte han i top 10 ved danske løb. Da han i 2025 skulle køre sin første sæson som seniorrytter, skiftede han til Team Give Steel - 2M Cycling Elite, der skulle køre sin første sæson som et UCI kontinentalhold.